# 梅墨生
梅墨生（1960年—2019年），男，河北迁安人，中国书画家，太极拳家。斋号为潜渊斋、抱道堂、化蝶堂、一如堂。

## 生平
1960年6月生于河北迁安市。早年受业于宣道平先生，后又拜上海老书法家李天马先生、国画大师李可染先生为师，拜著名太极拳大师李经梧先生、著名内丹学者胡海牙先生为师。1981年毕业于河北轻工业学校艺术学院（现河北联合大学），中央美院、首都师范大学书法硕士研究生课程班结业。1996年至2000年在中央美院中国画系任教。
2019年6月14日下午因肠癌去世。

## 主要画展
| 时间                 | 地点                     | 主题                                     | 参考  |
| -------------------- | ------------------------ | ---------------------------------------- | ----- |
| 1990年               | 河北省博物馆             | 梅墨生书画展                             |       |
| 1997年11月           | 中国美术馆               | 梅墨生书画展                             | [ 3 ] |
| 2000年               | 北京国际艺苑美术馆       | 梅墨生书画展                             |       |
| 2007年8月14日—18日   | 韩国首尔中国文化中心     | 梅墨生书画艺术展                         |       |
| 2008年               | 德国不来梅图书馆         | 梅墨生书画作品展                         |       |
| 2013年               | 中国                     | 从容中道——梅墨生画书诗巡展广东行、浙江行 | [ 4 ] |
| 2014年2月18日—3月1日 | 意大利佛罗伦萨圣十字殿堂 | 从容中道——梅墨生意大利佛罗伦萨作品展     | [ 5 ] |
| 2014年6月19日—29日   | 台湾大同大学志生纪念馆   | 从容中道——梅墨生书画作品巡回展台湾行     | [ 6 ] |
| 2014年9月3日—11日    | 法国巴黎中国文化中心     | 从容中道——梅墨生书画作品巡回展法国巴黎行 | [ 7 ] |

## 著作
编著有《现代书画家批评》（山西高校联合出版社，1994年）、《梅墨生书法集》、《梅墨生画集》，主编有《中国书法赏析丛书》等。